# Aeroportul Municipal Barnes
Aeroportul Municipal Barnes (IATA: BAF, ICAO: KBAF, FAA LID: BAF) este un aeroport din Massachusetts, Statele Unite ale Americii ce deservește zona Westfield⁠(d). Aeroportul a fost tranzitat în 2019 de 420 de pasageri.
Situat la o altitudine de 82 m, aeroportul dispune de 2 piste.

## Infrastructură

### Piste
Aeroportul dispune de 2 piste. Pista 02/20 are suprafața de asfalt și dimensiunile 9.000 picioare × 150 picioare. Pista 15/33 are suprafața de asfalt și dimensiunile 5.000 picioare × 100 picioare. 